# Santa Fiora
Santa Fiora là một đô thị (comune) ở tỉnh Grosseto, vùng Toscana của Ý, cự ly 40 km về phía đông Grosseto. Đô thị Santa Fiora có diện tích 62,9 km2, dân số thời điểm 31 tháng 5 năm 2005 là 2821 người.
Santa Fiora có các đơn vị dân cư sau:
Santa Fiora giáp với các đô thị: Abbadia San Salvatore, Arcidosso, Castel del Piano, Castell'Azzara, Piancastagnaio, Roccalbegna, Semproniano.